# Abdia (nome)
Abdia  è un nome proprio di persona italiano maschile.

## Varianti in altre lingue
- Ceco: Abdijáš
- Ebraico: עֹבַדְיָה ('Ovadyah, Obhadyah, Ovadia)[2][3]
- Francese: Abdias
- Greco biblico: Αβδιού (Abdiou)[2], Αβδίας (Abdias)
- Inglese: Obadiah[2][3]
- Latino: Abdias[2]
- Olandese: Obadja
- Polacco: Abdiasz
- Portoghese: Obadias
- Spagnolo: Abdías
- Svedese: Obadja
- Ungherese: Abdiás
- Tedesco: Obadiah, Obadja, Obadjah, Obadjas, Owadjah

## Origine e diffusione
Continua l'antico nome ebraico עֹבַדְיָה ('Ovadyah, Obhadyah), che significa "servo di Yahweh", in quanto basato su abhadh ("egli servì", "egli venerò", elemento che si ritrova anche in Abdon, Abdiele, Abdenago e Abdieso) e che è imparentato con l'arabo ''abd ("servo", "adoratore"), da cui nomi come Abdullah.
Nome di scarsa diffusione in Italia, ha tradizione biblica, portato da Abdia, quarto profeta dell'Antico Testamento e autore del libro di Abdia, oltre che da un'altra decina di personaggi.

## Onomastico
L'onomastico si può festeggiare il 19 novembre, in ricordo di sant'Abdia, profeta, oppure il 28 ottobre in memoria di un altro sant'Abdia, citato fra i 72 discepoli di Cristo e considerato a volte il primo vescovo di Babilonia.

## Persone

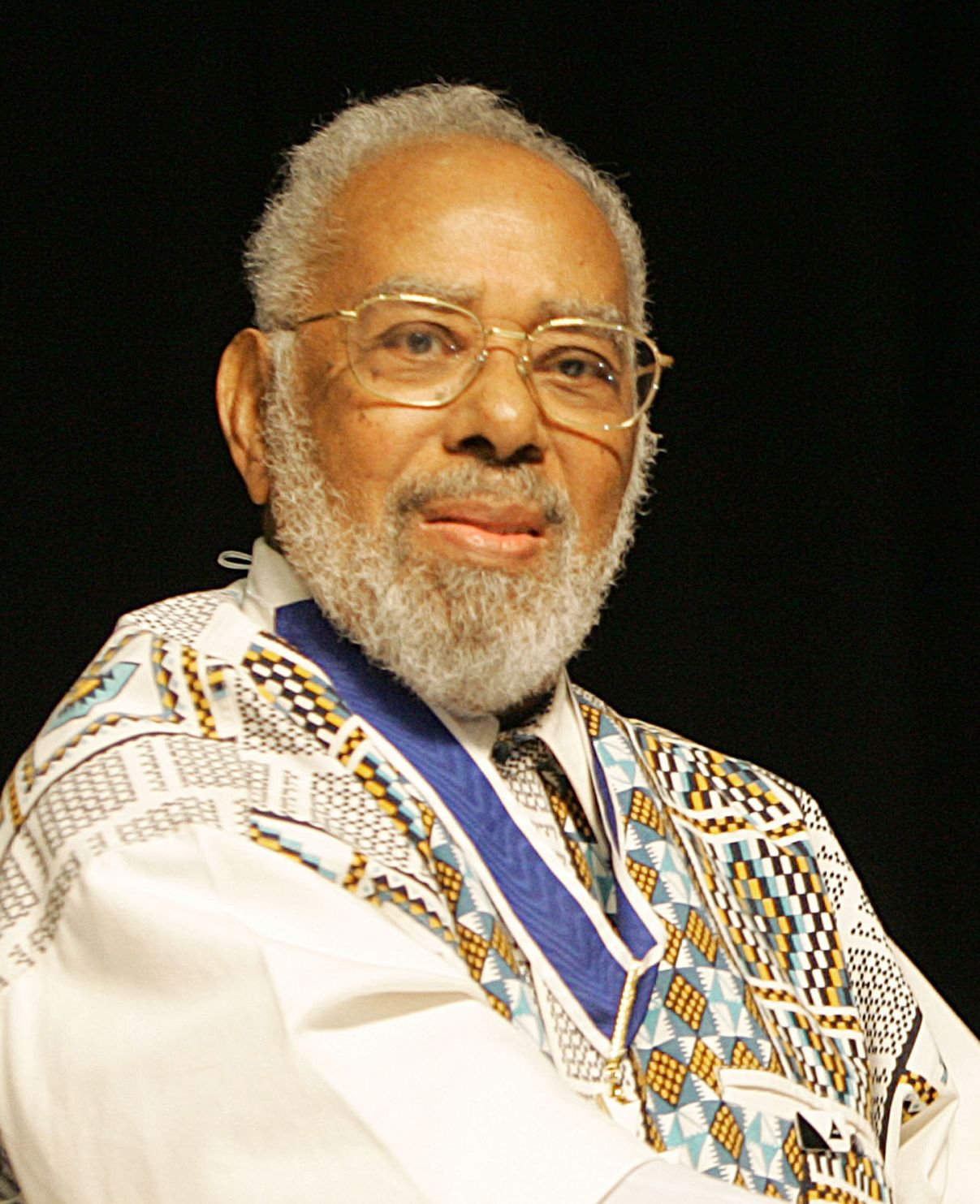
Abdias do Nascimento

### Varianti
- Obadiah di Bertinoro, rabbino italiano
- Abdias do Nascimento, accademico, artista e politico brasiliano
- Abdías Salazar, pentatleta messicano
- Obadja Sforno, rabbino italiano
- John Obadiah Westwood, entomologo e archeologo britannico

## Il nome nelle arti
- Abdia è un personaggio del romanzo omonimo di Adalbert Stifter.
- Obadiah Ames è un personaggio del romanzo di John Dos Passos Il 42º parallelo.
- Obadiah Hakeswill è un personaggio del romanzo di Bernard Cornwell Territorio nemico.
- Obadiah Horn è un personaggio della serie a fumetti Hip Flask.
- Obadiah Stane, più noto come Iron Monger, è un personaggio dei fumetti Marvel Comics.
- Obadiah Strout è un personaggio del film del 1922 Quincy Adams Sawyer, diretto da Clarence G. Badger.